# Bree Turner
Bree Turner (Palo Alto, 10 de marzo de 1977) es una actriz de cine y televisión estadounidense.

## Vida personal
Bree nació en Palo Alto, California. Su padre es el exjugador de fútbol americano Kevin Turner, que jugó en los equipos New York Giants, Washington Redskins, Seattle Seahawks y Cleveland Browns. En 1995, Bree se graduó de la secundaria en el Monte Vista High School de Danville, California. Posteriormente se incorporó al King's College de Londres y a la Universidad de California en Los Ángeles.
Bree, patinadora sobre ruedas competitiva y bailarina profesional, es fanática de los videojuegos. Ha declarado: «de niña tenía una Nintendo. Me gustaba el Mario Bros. y el Track and Field. Era muy buena. No me quiero hacer la grande, pero todos los días llegaba a casa y lo "destrozaba". Tengo tres hermanos menores, así que siempre aprendía más aficiones de niños. Era bailarina, así que en mi tiempo libre siempre quería jugar a videojuegos y pasar el rato con los chicos. Después, cuando fui a la universidad, tuve una PlayStation pero hace mucho que toco joystick. Necesito volver a eso. Me metí un tiempo en el Dance Dance Revolution».
En 2008, Bree se casó con el cirujano ortopédico Justin Saliman en el hotel Casa del Mar de Santa Mónica, California. Se separó del mismo en 2018. Turner y Saliman tienen una hija, Stella Jean, nacida el 29 de junio de 2010, y un hijo, Dean, nacido el 12 de septiembre de 2012.

## Carrera
Turner consiguió su primer papel con diálogo en la película Deuce Bigalow: Male Gigolo. El mismo año aparece en la serie de MTV Undressed. Además protagonizó varios comerciales.
Turner participó como bailarina extra en películas como El gran Lebowski (1998), She's All That (1999) y Austin Powers: The Spy Who Shagged Me. Desde entonces ha aparecido en películas como The Wedding Planner (2001), Joe Dirt (2001), American Pie 2 (2001), Sorority Boys (2002), Bring It On: Again (2004) y Jekyll + Hyde (2006). Además formó parte del reparto de la película Firehouse Dog.
En 2000 participó en dos películas independientes: el musical y drama romántico True Vinyl y el drama Backyard Dogs. Al año siguiente compartió pantalla con Jennifer López y Matthew McConaughey en la comedia romántica The Wedding Planner, con David Spader en Joe Dirt, y con Jason Biggs y Eugene Levy en American Pie (1999).
Mientras tanto, Turner interpretaba papeles recurrentes en las comedias Moesha y Spin City y en el drama Cold Case. Además hizo una publicidad para Hyundai.
Además, actuó en teatro, interpretando a Ivy en The Pages of My Diary I'd Rather Not Read en Los Ángeles en enero de 2003.
Después de figurar en la comedia Sorority Boys, protagonizó Bring It On: Again. De vuelta en televisión, interpretó a Marjorie en la serie poco exitosa Good Girls Don't.
En octubre del año siguiente, formó parte del elenco del drama Sex, Love & Secrets. Ese mismo mes actuó en el episodio piloto de Masters of Horror, titulado Incident On and Off a Mountain Road. En 2006 apareció en el drama Love Monkey, en la película para televisión Flirt y en un comercial de Budweiser. De vuelta en la pantalla grande, fue incluida en el reparto de The TV Set y en Jekyll + Hyde, que está basada en la novela El extraño caso del doctor Jekyll y el señor Hyde de Robert Louis Stevenson. También tuvo un papel de reparto en la comedia romántica Just My Luck.
En 2007 Turner apareció en un episodio de la serie Traveler y en uno de la serie Standoff. También apareció en la película familiar Firehouse Dog.
Más tarde apareció en la comedia The Ugly Truth, junto a Katherine Heigl y Gerard Butler, la cual fue estrenada el 24 de julio de 2009.
En 2012 interpretó a Rosalee Calvert, un personaje recurrente en la serie Grimm. Más tarde, en abril, se anunció que su personaje sería habitual.

## Filmografía
| Películas  | Películas                   | Películas            | Películas                                       |
| Año        | Título                      | Papel                | Notas                                           |
| ---------- | --------------------------- | -------------------- | ----------------------------------------------- |
| 1996       | Dunston Checks In           | Joven francesa       |                                                 |
| 1997       | La boda de mi mejor amigo   | Bailarina            |                                                 |
| 1998       | El gran Lebowski            | Bailarina            |                                                 |
| 1999       | Deuce Bigalow: Male Gigolo  | Allison              |                                                 |
| 2000       | Backyard Dogs               | Kristy James         |                                                 |
| 2001       | The Wedding Planner         | Tracy                |                                                 |
| 2002       | Sorority Boys               | Tifanny              |                                                 |
| 2004       | Bring It On: Again          | Tina                 |                                                 |
| 2006       | Just My Luck                | Dana                 |                                                 |
| 2007       | Firehouse Dog               | Liz                  |                                                 |
| 2009       | The Ugly Truth              | Joy                  |                                                 |
| 2010       | Dancing Ninja               | Crystal              |                                                 |
| Televisión |                             |                      |                                                 |
| Año        | Título                      | Papel                | Notas                                           |
| 1999       | MTV's Undressed Temporada 1 | —                    |                                                 |
| 2005       | Masters of Horror           | Ellen                | Episodio: "Incident On and Off a Mountain Road" |
| 2005       | Las Vegas                   | Chica de la limpieza | Episodio: "Esperma streapers y homicidio"       |
| 2008       | Ghost Whisperer             | Elizabeth            | Episodio: "Ball and Chain"                      |
| 2010       | A Girl's Life               | Tiny Mosquito (voz)  |                                                 |
| 2011-2017  | Grimm                       | Rosalee Calvert      |                                                 |
| 2012-2013  | Wedding Band                | Sara                 |                                                 |